# Distretto del Salmara Meridionale e del Mankachar
Il distretto di Salmara-Mankachar Meridionale è un distretto dello stato dell'Assam, in India. Il suo capoluogo è Hatsingimari.
Il distretto è stato costituito nel 2015 scorporando parte del distretto di Dhubri.